# LMG 212-DEG
Der Typ LMG 212-DEG bezeichnet eine Serie von Doppelendfähren. Von dem Typ wurden fünf Schiffe für die norwegischen Reederei Fjord1 gebaut. Die Schiffe werden nach dem Typschiff der Serie bisweilen auch als Bergensfjord-Klasse bezeichnet.

## Geschichte
Der Entwurf des Typs stammt vom norwegischen Schiffsarchitektenbüro LMG Marin in Bergen. Die am 12. Januar 2005 bestellten Fähren wurden von Aker Yards gebaut, die Rümpfe wurde von Aker Tulcea in Rumänien gefertigt, die Ausrüstung der Fähren erfolgte bei Aker Yards Søviknes bzw. Brattvåg.
Die Schiffe werden von Fjord1 unter norwegischer Flagge mit Heimathafen Florø auf verschiedenen innernorwegischen Routen eingesetzt.
Die Fanafjord, die zuletzt auf der Strecke zwischen Halhjem und Sandvikvåg über den Selbjørnsfjord eingesetzt war, sollte 2019 nach Deutschland verkauft und als Elbeexpress auf der Fährverbindung Brunsbüttel–Cuxhaven eingesetzt werden. Da es Probleme mit der Finanzierung der Fähre gab, schlug der Plan fehl. Ende 2020 wurde die Fähre an die Reederei Elbferry für den Einsatz über die Elbe zwischen Cuxhaven und Brunsbüttel verchartert. Die in Greenferry I umbenannte und unter die deutsche Flagge gebrachte Fähre verkehrte ab März 2021 auf der Strecke. Der Betrieb wurde im Dezember 2021 infolge der Insolvenz der Reederei Elbferry eingestellt. Die Fähre wurde an die Reederei Fjord1 zurückgegeben und im März 2022 wieder in Fanafjord umbenannt. Im November 2023 wurde das Schiff nach Kanada verkauft. Es soll dort als Ersatz für die nach einem Brand im Juli 2022 außer Dienst und später verschrottete Holiday Island auf der Strecke zwischen Nova Scotia und Prince Edward Island eingesetzt werden. Hierfür soll der Antrieb auf einen dieselelektrischen Antrieb umgebaut werden.

## Technische Daten und Ausstattung
Die Fähren sind gaselektrisch angetrieben. Der Antrieb besteht aus vier Schottel-Propellergondeln, je zwei an beiden Enden der Schiffe, die jeweils von einem Elektromotor mit 2.750 kW Leistung angetrieben werden. Für die Stromerzeugung stehen vier Generatorsätze von Bergen Engines zur Verfügung, die von zwei Zwölfzylinder-Gasmotoren des Typs Bergen Marine KVGS-12G4 mit jeweils 2.650 kW und zwei Sechzehnzylinder-Gasmotoren des Typs Bergen Marine KVGS-16G4 mit jeweils 3.540 kW Leistung angetrieben werden. Darüber hinaus wurden drei Generatorsätze verbaut, die von Scania-Dieselmotoren des Typs DI16 mit je 450 kW Leistung angetrieben werden. Einer davon fungiert als Notgenerator.
Für das Flüssigerdgas stehen zwei Tanks mit einer Kapazität von jeweils 112,5 m³ zur Verfügung. Durch die Verwendung von Flüssigerdgas als Brennstoff verringert sich der Ausstoß von CO2 im Vergleich zu Dieselkraftstoff um etwa 20 %. Gleichzeitig verringert sich der Ausstoß von Stickoxiden um rund 90 % und Feinstaub entsteht bei der Verbrennung von Flüssigerdgas fast gar nicht mehr. Außerdem entsteht bei der Verbrennung von Flüssigerdgas kein Schwefeldioxid.
Fjord1 vermarktet die Schiffe mit einer Kapazität von 589 Passagieren. Sie können 212 Pkw auf zwei Autodecks transportieren (bei zwei Fähren ist die Fahrzeugkapazität mit 240 Pkw angegeben). Alternativ können 24 Lkw befördert werden, wodurch sich die Kapazität für beförderte Pkw entsprechend verringert. Auf dem Hauptdeck stehen auf nahezu der gesamten Länge der Schiffe fünf Fahrspuren zur Verfügung. Lediglich an den beiden Enden der Schiffe stehen nur drei Fahrspuren zur Verfügung (hier verjüngen sich die Schiffe etwas). Das Hauptdeck ist an beiden Enden nach oben offen. Nach vorne und hinten ist es durch ein nach oben aufklappbares Visier verschlossen. Die maximale Achslast auf dem Hauptdeck beträgt 15 t. Unterhalb des Hauptdecks befindet sich ein über Rampen zugängliches weiteres Autodeck mit 2,5 m nutzbarer Höhe. Hier stehen für Pkw sechs Fahrspuren zur Verfügung.
Im mittleren Bereich der Schiffe ist das Hauptdeck von den Decksaufbauten mit vier Decks überbaut. Die nutzbare Höhe des Autodecks beträgt hier 5 m. In den Decksaufbauten befinden sich unter anderem die Aufenthaltsräume für die Passagiere auf Deck 5 und die Einrichtungen für die Schiffsbesatzung inklusive neun Doppelkabinen auf Deck 6. Die obersten beiden Decks, Deck 7 und Deck 8, dienen der Steuerung der Fähre. Auf Deck 8, dem obersten Deck, befindet sich in der Mitte des Schiffes das Steuerhaus, von dem aus die Fähre in beide Richtungen gefahren werden kann.

## Schiffe
| LMG 212-DEG    | LMG 212-DEG             | LMG 212-DEG | LMG 212-DEG                                    | LMG 212-DEG                                               |
| Bauname        | Bauwerft Baunummer      | IMO-Nummer  | Kiellegung Stapellauf Fertigstellung           | Umbenennungen und Verbleib                                |
| -------------- | ----------------------- | ----------- | ---------------------------------------------- | --------------------------------------------------------- |
| Bergensfjord   | Aker Yards Søviknes 148 | 9343091     | 15. August 2005 21. Mai 2006 21. November 2006 |                                                           |
| Stavangerfjord | Aker Yards Søviknes 150 | 9344746     | 6. Dezember 2005 25. Juni 2006 16. Januar 2007 |                                                           |
| Fanafjord      | Aker Yards Brattvåg 114 | 9344758     | 7. März 2006 25. Juli 2006 12. Januar 2007     | 2021: Greenferry I, 2022: Fanafjord, 2024: Northumberland |
| Raunefjord     | Aker Yards Brattvåg 115 | 9344772     | 29. März 2006 17. August 2006 8. Februar 2007  |                                                           |
| Mastrafjord    | Aker Yards Søviknes 149 | 9344760     | 6. Mai 2006 15. Juni 2006 6. März 2007         |                                                           |